# 上高原州

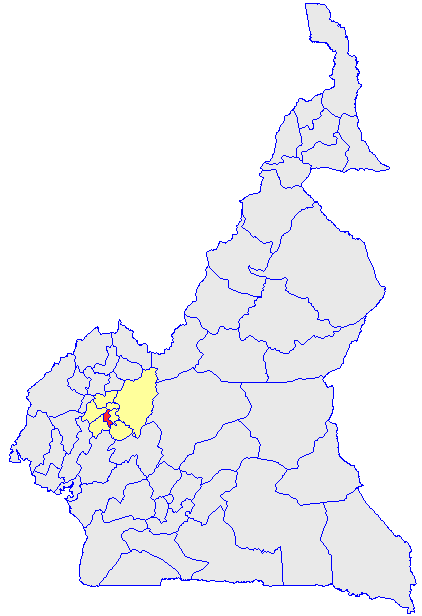

上高原州（法語：Hauts-Plateaux），是喀麥隆的58個州份之一，位於該國西部，由西部區負責管轄，北面是米菲州，面積415平方公里，2001年人口117,008，人口密度每平方公里281.9人。